# پتنجلی

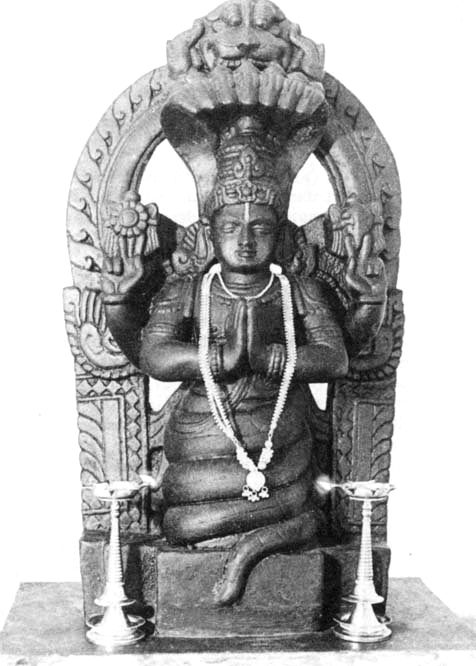

پتنجلی ( که زمان زیست او بین ۱۵۰ تا ۲۰۰ سال قبل از تولد مسیح برآورد می‌شود) مولف یوگه سوترهها است. بر اساس سنت هندوان او همان نویسنده ی مهاباسیه (کتابی در زمینه ی دستور زبان سانسکریت) و کتاب ناشناخته‌ای در زمینهٔ آیوروده (پزشکی سنتی هند) است.
محل تولد پتنجلی گمان می‌رود که گونَرده (به معنای کشوری در شرق) باشد. او در طول زندگی خودش را به عنوان اهل گونرده معرفی می‌کرد. اینها گفتهٔ تیرمولار را تأیید می‌کند که پتنجلی را اهل معبد Koneswaram temple of Trincomalee (معبد هندوها در شرق سری لانکا) می‌خواند.
یوگه سوتره قانون راهنمای راجه یوگه است که فلسفهٔ آن اقبال جهانی یافته‌است. یوگه در آیین هندو شامل تمرکز، جذبهٔ درونی و یک نظام برای مراقبه و اخلاق است.